# Бадија (Болцано)
Бадија (итал. Badia) је насеље у Италији у округу Болцано, региону Трентино-Јужни Тирол.
Према процени из 2011. у насељу је живело 893 становника. Насеље се налази на надморској висини од 1345 м.

## Становништво
Према резултатима пописа становништва 2011. у општини је живело 3.360 становника.
| 1931. | 1936. | 1951. | 1961. | 1971. | 1981. | 1991. | 2001. | 2011. |
| ----- | ----- | ----- | ----- | ----- | ----- | ----- | ----- | ----- |
| 1.329 | 1.524 | 1.754 | 1.907 | 2.271 | 2.575 | 2.722 | 3.015 | 3.360 |